# Pimentel
Pimentel (sardisk: Pramantèllu) er en by og en kommune (comune) i provinsen Sud Sardegna i regionen Sardinien i Italien. Byen ligger i 154 meters højde og har 1.171 indbyggere (2016). Kommunen har et areal på 14,97 km² og grænser til kommunerne Barrali, Guasila, Ortacesus og Samatzai.